# Hoeckhstraße 44

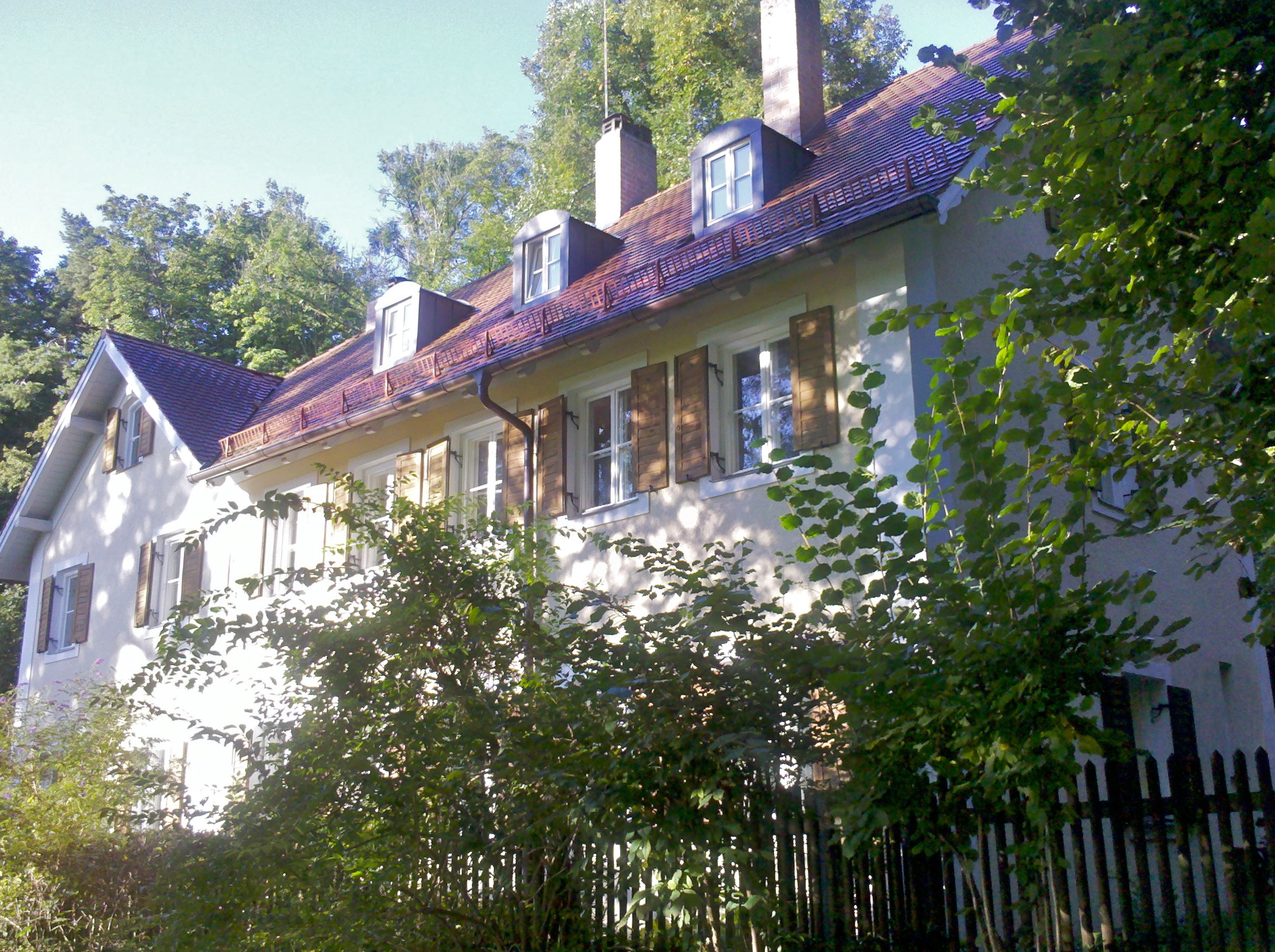
Hoeckhstraße 44

Das Haus Hoeckhstraße 44 in München ist ein Wohnhaus. Das Gebäude ist als Baudenkmal in die Bayerische Denkmalliste eingetragen.

## Lage
Das Haus liegt auf halber Höhe am Isarhochufer an einer für den Durchgangsverkehr gesperrten Straße, die vom Ortskern von Thalkirchen aus nach Norden zur Wolfratshauser Straße (B11) hinaufführt.

## Geschichte
Das Haus wurde im dritten Viertel des 19. Jahrhunderts errichtet. Um 1895 wurde es umgebaut, 1996 grundlegend renoviert.

## Beschreibung
Das Haus ist ein zweigeschossiges Gebäude mit einer Grundfläche von etwa 20 × 8,5 Metern. Es trägt ein Satteldach und hat an seinem Südende einen Quergiebel.